# Justin Schoenefeld
Justin Schoenefeld (ur. 13 sierpnia 1998 w Lawrenceburgu) – amerykański narciarz dowolny, specjalizujący się w skokach akrobatycznych, mistrz olimpijski.

## Kariera
Starty na arenie międzynarodowej rozpoczął w grudniu 2014 roku w zawodach z cyklu Pucharu Ameryki Północnej. Wtedy to podczas dwóch konkursów rozgrywanych w amerykańskim Utah Olympic Park zajął kolejno 12. oraz 10. miejsca. W klasyfikacjach tego cyklu odnosił sukcesy między innymi w sezonie 2017/2018, w którym to zajął 3. lokatę w klasyfikacji generalnej, natomiast w klasyfikacji skoków był najlepszy. W marcu 2017 roku po raz pierwszy wystąpił w konkursie Pucharu Europy, jednak w zawodach tej rangi nie odnosił większych sukcesów. W kwietniu 2017 roku zanotował swój jedyny występ w mistrzostwach świata juniorów w Valmalenco, w których zajął 15. lokatę.
W zawodach z cyklu Pucharu Świata zadebiutował w styczniu 2019 roku. W pierwszym w karierze konkursie tej rangi, rozgrywanym w amerykańskim Lake Placid, zajął 17. pozycję, tym samym zdobywając pierwsze pucharowe punkty. Pierwsze podium zawodów PŚ odnotował w lutym 2020 roku, kiedy to wygrał konkurs w białoruskich Raubiczach. W klasyfikacji skoków w sezonach 2018/2019 oraz 2019/2020 plasował się na 10. pozycji, z kolei w sezonie 2020/2021 na 8. W marcu 2021 zadebiutował podczas mistrzostw świata w Ałmaty, w których zajął 17. miejsce.
Z powodzeniem startuje również w zawodach krajowych, między innymi zdobywając medale w mistrzostwach Stanów Zjednoczonych.

## Osiągnięcia

### Igrzyska olimpijskie
| Miejsce | Dzień     | Rok  | Miejscowość | Konkurencja              | Zwycięzca  |
| ------- | --------- | ---- | ----------- | ------------------------ | ---------- |
| 1.      | 10 lutego | 2022 | Pekin       | Skoki akrobatyczne druż. | –          |
| 5.      | 16 lutego | 2022 | Pekin       | Skoki akrobatyczne       | Qi Guangpu |

### Mistrzostwa świata
| Miejsce | Dzień    | Rok  | Miejscowość | Konkurencja        | Zwycięzca    |
| ------- | -------- | ---- | ----------- | ------------------ | ------------ |
| 17.     | 10 marca | 2021 | Ałmaty      | Skoki akrobatyczne | Maksim Burow |

### Puchar Świata

#### Miejsca w klasyfikacji generalnej
- sezon 2018/2019: 47.
- sezon 2019/2020: 40.

Od sezonu 2020/2021 klasyfikacja skoków akrobatycznych jest jednocześnie klasyfikacją generalną.
- sezon 2020/2021: 8.
- sezon 2021/2022: 16.

#### Miejsca na podium w zawodach
1. Raubiczy – 22 lutego 2020 (skoki) – 1. miejsce
2. Deer Valley – 6 lutego 2021 (skoki) – 2. miejsce